# Двірець (Кременецький район)
Двіре́ць — село в Україні,  у Кременецькій міській громаді Кременецького району Тернопільської області. Розташоване в центрі району. До 2020 орган місцевого самоврядування — Колосівська сільська рада.
Населення — 180 осіб (2003).

## Історія
Поблизу Двірця виявлено археологічні пам'ятки пізнього палеоліту та скіфського періоду.
Перша писемна згадка — 1545. У переліку замкових сіл та людей при Кременецькому замку (дані за люстраціями 1542, 1545, 1552 рр): - Двірець (18 чоловік; 17 тяглових та боярин путній; 19 дворищ, 20 димів, 5 огородників, на волі 12);
За люстрацією 1552р. під Сеньком Воронко з села Двірець перебував став, на якому міг бути і млин.
1583 Двірець — власність Ф. Ласко.
На 1936 рік село входило до ґміни Бережці Кременецького повіту.
12 червня 2020 року, відповідно до розпорядження Кабінету Міністрів України № 724-р «Про визначення адміністративних центрів та затвердження територій територіальних громад Тернопільської області», увійшло до складу Кременецької міської громади.
19 липня 2020 року, в результаті адміністративно-територіальної реформи та ліквідації Кременецького (1940-2020) району, село увійшло до складу новоутвореного Кременецького району.

## Пам'ятки

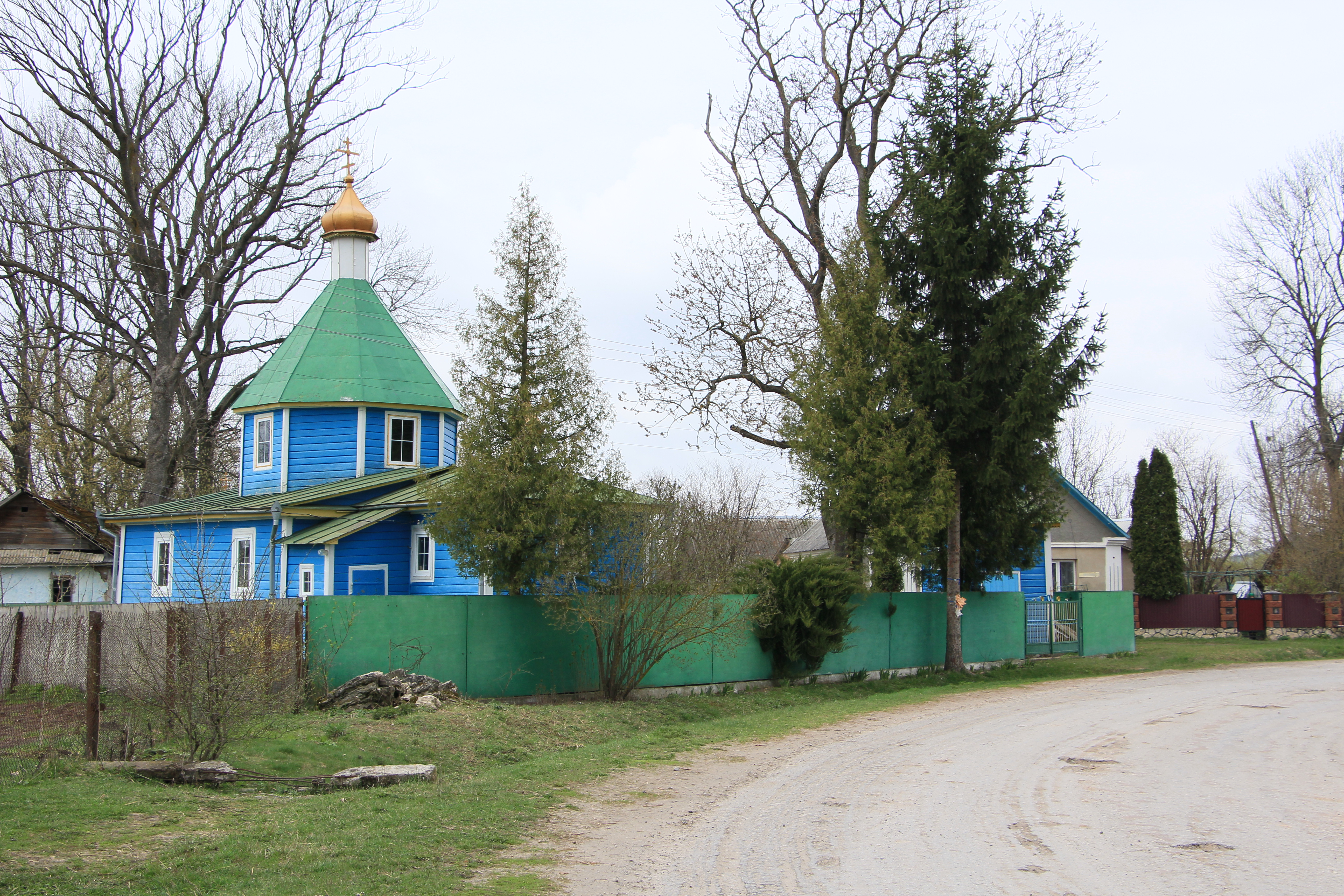
Дерев'яна церква

Є церква святого Архістратига Михаїла (1931; дерев'яна). Водночас існує версія, що церква-каплиця була збудована в проміжку між 1917 і 1922 роками.

## Соціальна сфера
Діють клуб, ФАП, торговельний заклад.

## Галерея

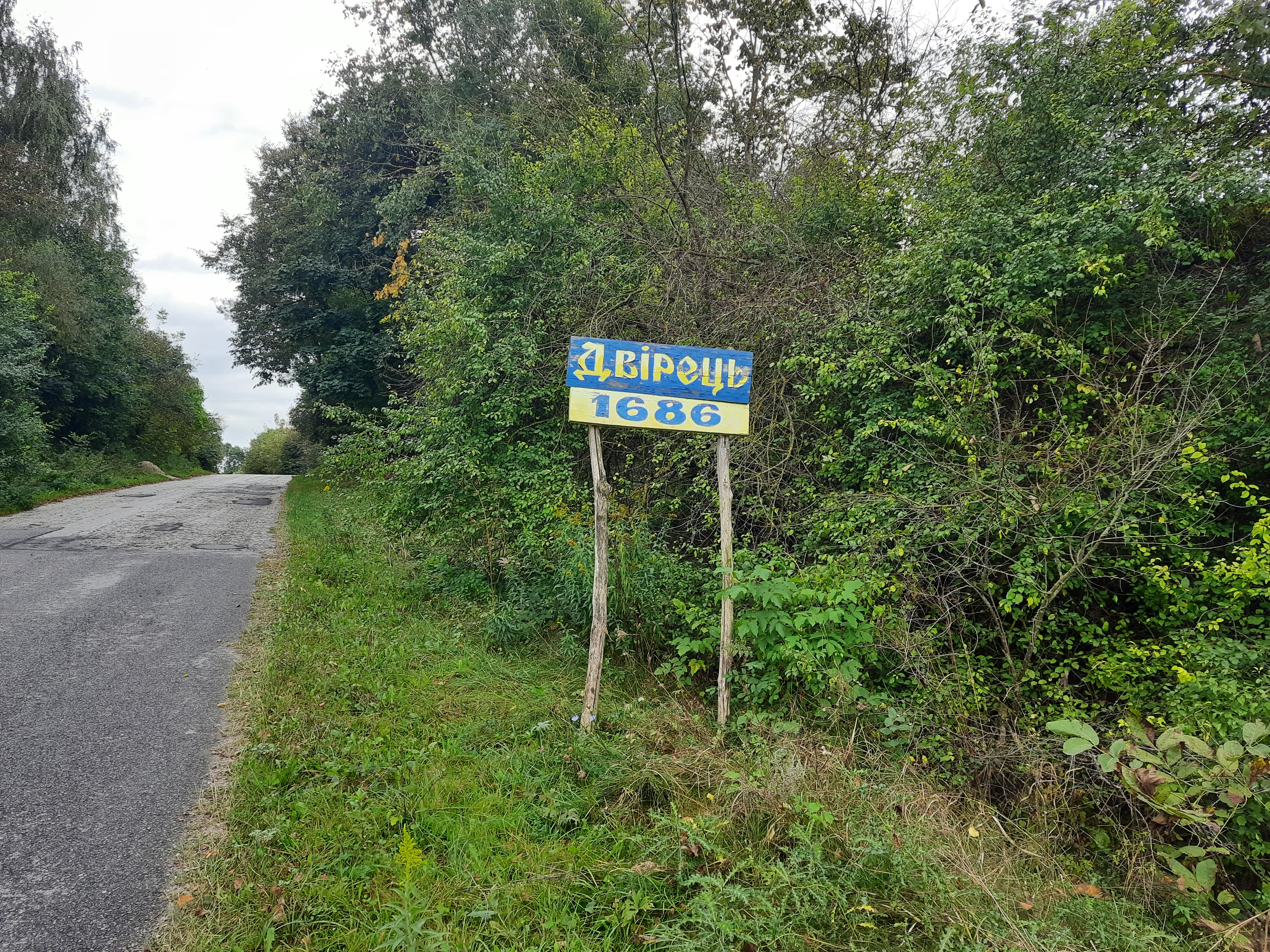
Знак при в'їзді в село
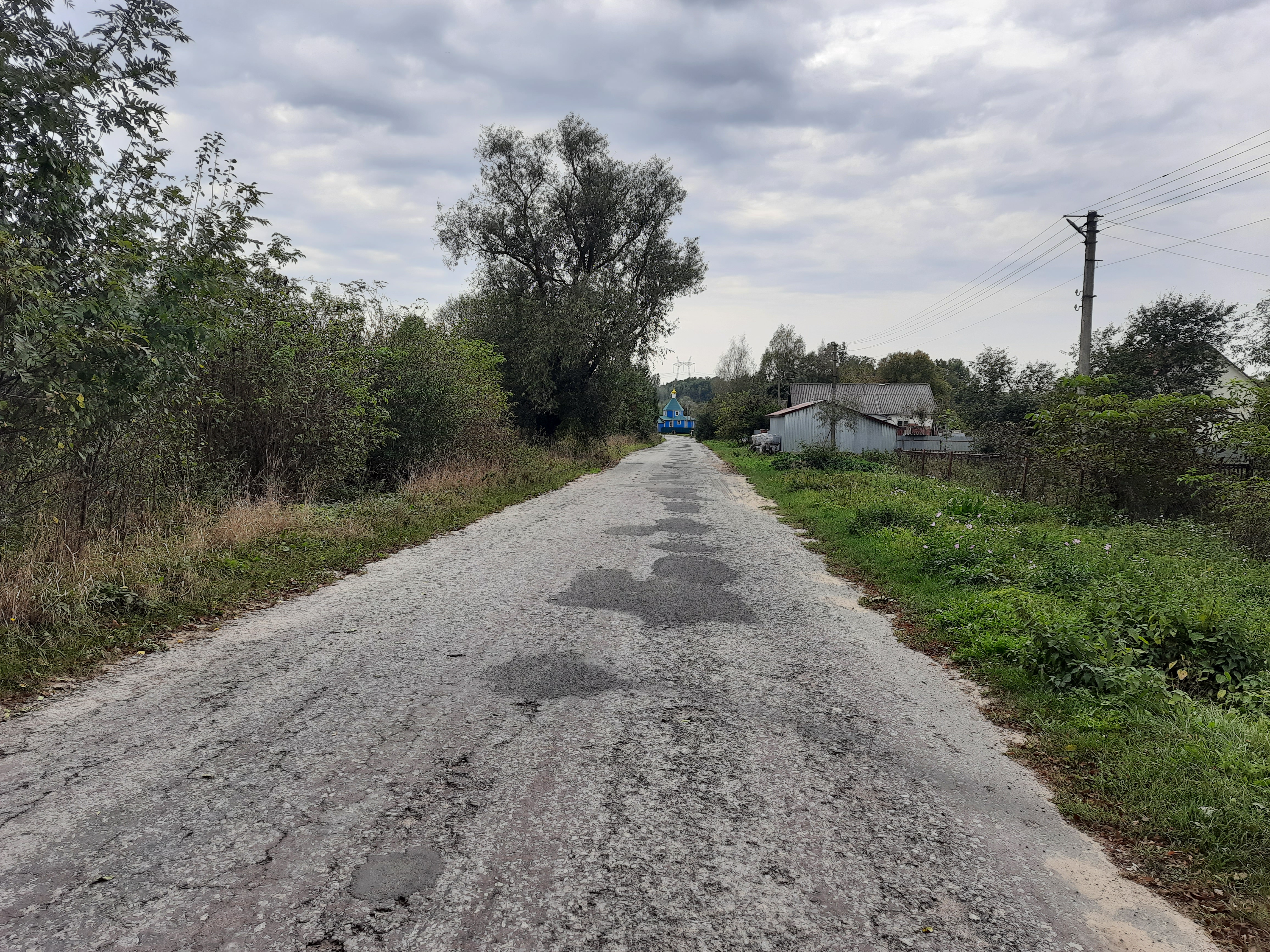
Сільська вулиця
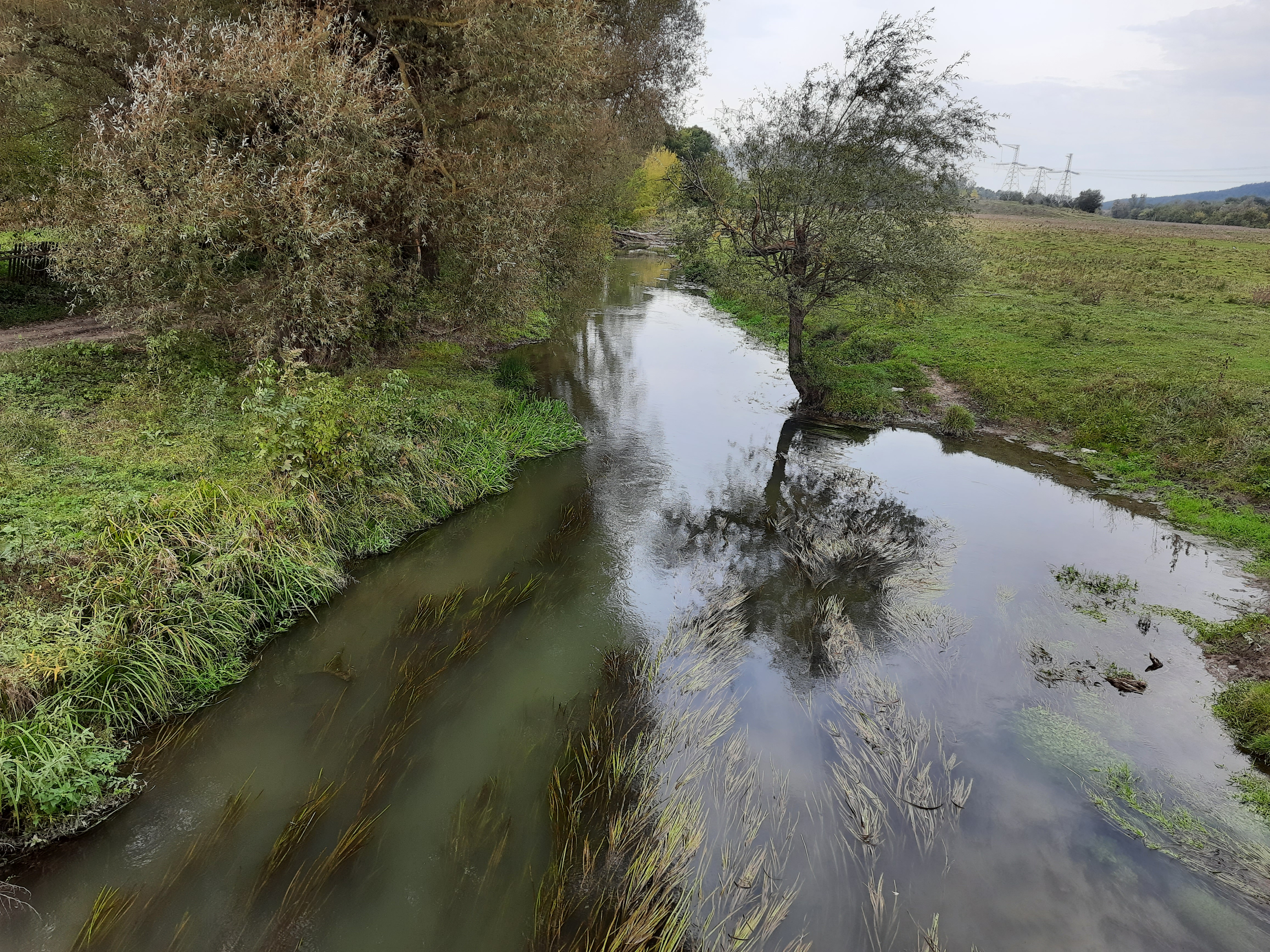
Річка Іква біля села
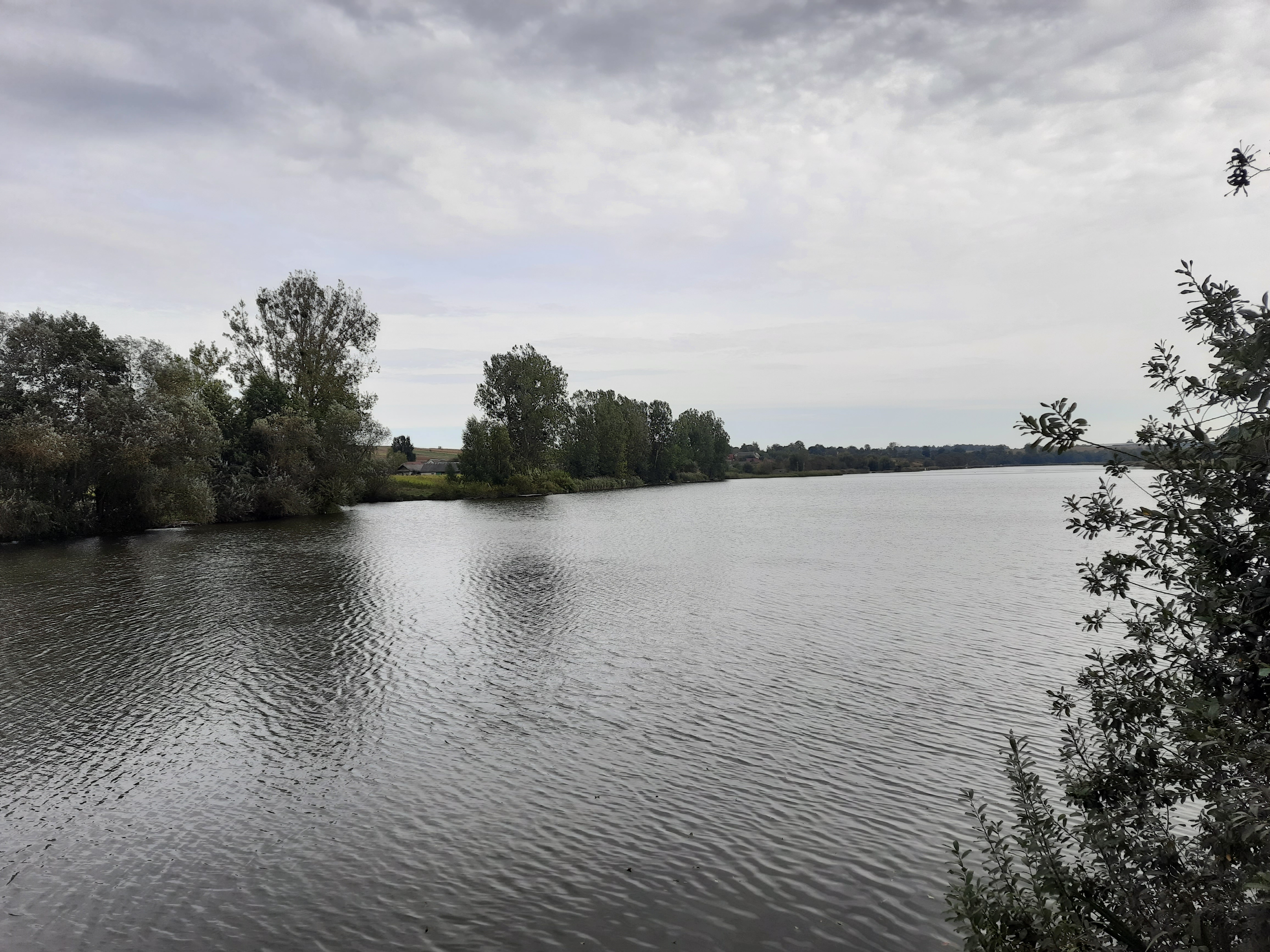
Став біля села